# Macedonia Północna na Letnich Igrzyskach Olimpijskich 2020
Macedonia Północna na Letnich Igrzyskach Olimpijskich 2020 – kadra sportowców reprezentujących Macedonię Północną na igrzyskach w 2020 roku w Tokio. Reprezentacja liczyła 8 sportowców występujących w 7 dyscyplinach, wywalczyła jeden srebrny medal. Podczas ceremonii otwarcia chorążymi reprezentacji była dżudoczka Arbresha Rexhepi oraz taekwondzista Dejan Georgiewski.

## Zdobyte medale
| Medal  | Zawodnik          | Dyscyplina | Konkurencja | Data     |
| ------ | ----------------- | ---------- | ----------- | -------- |
| Srebro | Dejan Georgiewski | Taekwondo  | +80 kg      | 27 lipca |

## Reprezentanci

### Judo
Kobiety
| Zawodniczka      | Konkurencja | 1/16             | 1/8              | Ćwierćfinały     | Półfinały        | Repasaż          | Finał/BM         | Pozycja | Źródło |
| Zawodniczka      | Konkurencja | Przeciwnik Wynik | Przeciwnik Wynik | Przeciwnik Wynik | Przeciwnik Wynik | Przeciwnik Wynik | Przeciwnik Wynik | Pozycja | Źródło |
| ---------------- | ----------- | ---------------- | ---------------- | ---------------- | ---------------- | ---------------- | ---------------- | ------- | ------ |
| Arbresha Rexhepi | −52 kg      | Giles P 00-11    | NQ               | NQ               | NQ               | NQ               | NQ               | 17.-32. | [ 2 ]  |

### Karate
Kobiety
| Zawodniczka           | Konkurencja | Eliminacje | Eliminacje | Eliminacje | Eliminacje | Runda rankingowa | Runda rankingowa | Finał/BM         | Pozycja | Źródło |
| Zawodniczka           | Konkurencja | 1. kata    | 2. kata    | Średnia    | Pozycja    | 3. kata          | Pozycja          | Przeciwnik Wynik | Pozycja | Źródło |
| --------------------- | ----------- | ---------- | ---------- | ---------- | ---------- | ---------------- | ---------------- | ---------------- | ------- | ------ |
| Puleksenija Jovanoska | Kata        | 23,80      | 24,00      | 23,90      | 5. (A)     | NQ               | NQ               | NQ               | 9.-10.  | [ 3 ]  |

### Lekkoatletyka
Mężczyźni
Konkurencje biegowe
| Zawodnik       | Konkurencja   | Eliminacje | Eliminacje | Półfinał | Półfinał | Finał    | Finał   | Pozycja | Źródło |
| Zawodnik       | Konkurencja   | Rezultat   | Pozycja    | Rezultat | Pozycja  | Rezultat | Pozycja | Pozycja | Źródło |
| -------------- | ------------- | ---------- | ---------- | -------- | -------- | -------- | ------- | ------- | ------ |
| Jovan Stojoski | Bieg na 400 m | 46,81      | 38.        | NQ       | NQ       | NQ       | NQ      | 38.     | [ 4 ]  |

### Pływanie
Kobiety
| Zawodniczka            | Konkurencja        | Eliminacje | Eliminacje | Półfinał | Półfinał | Finał | Finał   | Pozycja | Źródło |
| Zawodniczka            | Konkurencja        | Czas       | Miejsce    | Czas     | Miejsce  | Czas  | Miejsce | Pozycja | Źródło |
| ---------------------- | ------------------ | ---------- | ---------- | -------- | -------- | ----- | ------- | ------- | ------ |
| Mia Blazhevska Eminova | 100 m st. dowolnym | 57,19      | 40.        | NQ       | NQ       | NQ    | NQ      | 40.     | [ 5 ]  |

Mężczyźni
| Zawodnik       | Konkurencja        | Eliminacje | Eliminacje | Półfinał | Półfinał | Finał | Finał   | Pozycja | Źródło |
| Zawodnik       | Konkurencja        | Czas       | Miejsce    | Czas     | Miejsce  | Czas  | Miejsce | Pozycja | Źródło |
| -------------- | ------------------ | ---------- | ---------- | -------- | -------- | ----- | ------- | ------- | ------ |
| Filip Derkoski | 400 m st. dowolnym | 4:03,34    | 36.        | NQ       | NQ       | NQ    | NQ      | 36.     | [ 6 ]  |

### Strzelectwo
Mężczyźni
| Zawodnik          | Konkurencja                 | Kwalifikacje | Kwalifikacje | Finał | Finał   | Pozycja | Źródło |
| Zawodnik          | Konkurencja                 | Wynik        | Pozycja      | Wynik | Pozycja | Pozycja | Źródło |
| ----------------- | --------------------------- | ------------ | ------------ | ----- | ------- | ------- | ------ |
| Borjan Brankowski | pistolet pneumatyczny, 10 m | 573-20x      | 21.          | NQ    | NQ      | 21.     | [ 7 ]  |

### Taekwondo
Mężczyźni
| Zawodnik          | Konkurencja | 1/8              | Ćwierćfinały     | Półfinały        | Repasaż          | Finał/BM         | Pozycja | Źródło |
| Zawodnik          | Konkurencja | Przeciwnik Wynik | Przeciwnik Wynik | Przeciwnik Wynik | Przeciwnik Wynik | Przeciwnik Wynik | Pozycja | Źródło |
| ----------------- | ----------- | ---------------- | ---------------- | ---------------- | ---------------- | ---------------- | ------- | ------ |
| Dejan Georgiewski | +80 kg      | Alba W 11-8      | Gbané W 9-4      | In W 12-6        | —                | Łarin P 9-15     | 2.      | [ 8 ]  |

### Zapasy
Mężczyźni – styl wolny
| Zawodnik           | Konkurencja | 1/8              | Ćwierćfinał      | Półfinał         | Repasaż          | Finał/BM         | Pozycja | Źródło |
| Zawodnik           | Konkurencja | Przeciwnik Wynik | Przeciwnik Wynik | Przeciwnik Wynik | Przeciwnik Wynik | Przeciwnik Wynik | Pozycja | Źródło |
| ------------------ | ----------- | ---------------- | ---------------- | ---------------- | ---------------- | ---------------- | ------- | ------ |
| Magomedgadji Nurov | -97 kg      | as-Sadawi W 5:0  | Salas P 4:6      | NQ               | NQ               | NQ               | 9.      | [ 9 ]  |